# Manganato de sodio
El manganato de sodio es un compuesto inorgánico de fórmula Na2MnO4. Este sólido de color verde intenso es un análogo poco frecuente de la sal relacionada K2MnO4 (el manganato de potasio). El manganato de sodio es poco común ya que no se puede preparar fácilmente a partir de la oxidación de dióxido de manganeso e hidróxido de sodio. En su lugar, esta oxidación se interrumpe cuando se obtiene el Na3MnO4, y dicha sal de Mn(V) es inestable en forma de disolución. El manganato de sodio puede producirse por la reducción del permanganato de sodio en unas condiciones básicas:
4 NaOH + 4NaMnO4 → 4 Na2MnO4 + 2 H2O + O2
Puesto que el NaMnO4 es difícil de producir, el permanganato de sodio es más caro que el permanganato de potasio.